# Everybody Knows This Is Nowhere
| Recensione              | Giudizio            |
| ----------------------- | ------------------- |
| AllMusic                | [ 2 ]               |
| Robert Christgau        | B+                  |
| Storia della musica     | [ 6 ]               |
| Sputnikmusic            | 4.5 (Superb)        |
| Piero Scaruffi          | [ 8 ]               |
| Ondarock                | (Disco consigliato) |
| Dizionario del Pop-Rock | [ 10 ]              |
| 24.000 dischi           | [ 11 ]              |

Everybody Knows This Is Nowhere è il secondo album in studio di Neil Young, pubblicato nel 1969.

## Descrizione
Registrato nello stesso anno dell'album di esordio (Neil Young) se ne discosta nettamente dal punto di vista musicale.
L'incontro con i Rockets, ribattezzati Crazy Horse, ispira un country-rock elettrico e tirato, dove spiccano le chitarre dello stesso Neil Young e Danny Whitten.
Esempio ne è Cowgirl in the Sand, uno dei pezzi più conosciuti del cantautore canadese, con i suoi dieci minuti di chitarre lancinanti è l'archetipo di un genere di canzoni che verrà chiamato "cavalcata elettrica", uno degli stili distintivi di Young, che in seguito segnerà indelebilmente brani come "Cortez the Killer" (1975) e "Like a Hurricane"(1977) veri capolavori del genere.
La voluta imperfezione è la caratteristica dell'album. Le lunghe Cowgirl in the Sand e Down by the River furono eseguite con un "tocco approssimativo" ma mai banale che tornerà spesso nei dischi successivi. Questi due, insieme con Cinnamon Girl, sono i pezzi più famosi dell'opera, amati anche dagli appassionati di chitarra per i loro notevoli assoli. Neil Young ha raccontato come abbia composto i tre pezzi sopra citati nello stesso giorno, quando era a letto per un attacco di febbre quasi a 40°.
Running Dry (Requiem for the Rockets) è un brano particolare: non se ne trovano altri simili nella discografia younghiana; è molto elegiaco e con l'uso del violino straziante ricorda i Velvet Underground.
L'album darà inizio al dualismo di Neil Young, che nel futuro alternerà album elettrici con un gruppo spalla (principalmente i Crazy Horse) con altri in cui assumerà le vesti di un cantautore, coadiuvato da strumentisti da studio.
Nel 2020 la rivista Rolling Stone l'ha inserito al 407º posto della sua lista dei 500 migliori album di sempre.

## Tracce
- Tutti i brani sono opera di Neil Young.

Lato A
1. Cinnamon Girl – 2:58 – Registrato il 20 marzo 1969 al Wally Heider Recording Studios, Hollywood, CA
2. Everybody Knows This Is Nowhere – 2:26 – Registrato il 23 gennaio 1969 al Wally Heider Recording Studios, Hollywood, CA
3. Round & Round (It Won't Be Long) – 5:49 – Registrato il 24 marzo 1969 al Sunwest Recording Studios, Hollywood, CA
4. Down by the River – 9:13 – Registrato il 17 gennaio 1969 al Wally Heider Recording Studios, Hollywood, CA

Lato B
1. The Losing End (When You're On) – 4:03 – Registrato il 20 marzo 1969 al Wally Heider Recording Studios, Hollywood, CA
2. Running Dry (Requiem for the Rockets) – 5:30 – Registrato il 20 marzo 1969 al Wally Heider Recording Studios, Hollywood, CA
3. Cowgirl in the Sand – 10:30 – Registrato il 18 gennaio 1969 al Wally Heider Recording Studios, Hollywood, CA

## Formazione
- Neil Young - voce, chitarra
- Danny Whitten - chitarra
- Billy Talbot - basso
- Ralph Molina - batteria
- Robin Lane - cori in Round & Round
- Bobby Notkoff - violino in Running Dry

Note aggiuntive
- David Briggs e Neil Young - produttori
- David Briggs - ingegnere delle registrazioni
- Frank Bez - foto copertina album
- Ed Thrasher - art direction copertina album[13]

## Classifica
Album
| Anno | Classifica    | Posizione raggiunta |
| ---- | ------------- | ------------------- |
| 1970 | Billboard 200 | 34                  |

Singoli
| Anno | Titolo del brano | Classifica        | Posizione raggiunta |
| ---- | ---------------- | ----------------- | ------------------- |
| 1970 | Cinnamon Girl    | Billboard Hot 100 | 55                  |

## Curiosità
- Il brano Everybody Knows This Is Nowhere compare nella colonna sonora del film Quasi famosi (2000), nella scena in cui il protagonista William Miller e il chitarrista Russell Hammond giungono ad una festa, alla quale sono stati invitati da alcuni fans del secondo[16].